# Paratendipes nudisquama
Paratendipes nudisquama är en tvåvingeart som först beskrevs av Edwards 1929.  Paratendipes nudisquama ingår i släktet Paratendipes och familjen fjädermyggor. Arten är reproducerande i Sverige. Inga underarter finns listade i Catalogue of Life.